# Pilar Costa Serra
Pilar Costa Serra (Eivissa, 18 de maig de 1967) és una advocada i política eivissenca, actual portaveu socialista al Parlament de les Illes Balears i Consellera del Govern Balear.

## Biografia
Es va llicenciar en Dret per la Universitat de Barcelona (1990). En acabar la carrera va fer una estada al Regne Unit, i el 1991 va obrir el seu despatx professional a Eivissa. Va estudiar també Ciències Polítiques per la UNED i va ser una de les impulsores de l'activitat d'Amnistia Internacional a les Pitiüses.
Interessada pel món del teatre des de l'adolescència, forma part del Grup Experimental de Teatre de l'Escola d'Arts i Oficis, sota la direcció de Pedro Cañestro Torres.
Entre 1996 i 1999, va ser senadora per la circumscripció d'Eivissa i Formentera. La seva elecció va constituir una fita, ja que era la primera vegada des de 1977 que el senador per aquesta circumscripció no pertanyia al centredreta. Costa va ser el cap de llista independent de l'agrupació d'electors Eivissa i Formentera al Senat (formada pel PSOE, Els Verds, Esquerra Unida, Entesa Nacionalista i Ecologista d'Eivissa, ERC i independents d'esquerra) superant al candidat del Partit Popular, Josep Juan Cardona. La coalició es va presentar amb un programa electoral basat en la defensa del medi ambient, l'increment de l'autogovern i la promoció de la llengua i la cultura de les Pitiüses.
Entre 1999 i 2003 va ser la presidenta del Consell Insular d'Eivissa i Formentera. Costa era el cap de llista del Pacte Progressista, una coalició formada pel seu partit, el 9SIB-PSOE, Esquerra Unida i Els Verds. El Pacte va obtenir sis consellers, contra els sis del Partit Popular. El triomf a Formentera de la Coalició d'Organitzacions Progressistes (COP), quedant-se amb el conseller en joc, li va permetre accedir a la presidència del Consell. En ser escollida, va abandonar el seu escó en el Senat. En les eleccions de 2003, en les quals va tornar a ser el cap de llista del Pacte, aquesta vegada va perdre un conseller, la qual cosa unida a la pèrdua del conseller de la COP, es va traduir en la seva sortida de la presidència.
El setembre de 2006, i a causa de la no repetició del Pacte Progressista, anuncià la seva retirada de la vida política. A pesar d'això el juliol de 2007 va incorporar-se a l'equip de govern del Consell Insular presidit per Xico Tarrés, com a secretaria del Consell Executiu i titular del Departament de Corporació i Comunicació, reanomenat com a Departament de Govern Corporatiu tres mesos abans de la seva renúncia, ja que fou nomenada Consellera del GOIB.
El 14 de setembre de 2009 fou nomenada Consellera d'Innovació, Interior i Justícia del Govern de les Illes Balears, d'aquesta manera substitueix a María Ángeles Leciñena Esteban, càrrec que mantindria fins a la victòria de José Ramón Bauzá Díaz al 2011.
Fou vocal suplent de Vicenç Thomàs, com a diputada, en la Comissió Mixta de Transferències de l'Estat a la Comunitat Autònoma, en representació de les Illes Balears, des de febrer de 2012. Al gener de 2016 passà a ser vocal titular. Al setembre de 2016, com a consellera, passà a ser-ne la vicepresidenta de la Comissió Mixta.
Fou portaveu titular del Grup Parlamentari Socialista, a partir de dia 8 de juliol de 2015 i fins a dia 13 d'abril de 2016. Tornà a ser-ne la portaveu titular des del 17 de febrer de 2021 quan deixà de ser consellera.
El 7 d'abril de 2016 fou nomenada Consellera de Presidència del Govern Balear en substitució de Marc Pons i passà a ser també la nova portaveu del govern. Després de les eleccions al Parlament Balear de 2019, fou nomenada consellera de Presidència, Cultura i Igualtat per Francina Armengol.